# Кумамото (аеропорт)
Аеропорт Кумамото (яп. 熊本空港, くまもとくうこう, кумамото куко; англ. Kumamoto Airport) — державний вузловий міжнародний аеропорт в Японії, розташований в містечку Масікі префектури Кумамото. Розпочав роботу з 1971 року як Новий аеропорт Кумамото. 1973 року змінив назву на сучасну. Спеціалізується на внутрішніх та міжнародних авіаперевезеннях.